# Les Enfants du capitaine Grant (pièce de théâtre)
Pour les articles homonymes, voir Les Enfants du capitaine Grant.
Les Enfants du capitaine Grant est une pièce en cinq actes, un prologue et treize tableaux écrite par Jules Verne et Adolphe d'Ennery, d'après le roman éponyme. La première eut lieu le 26 décembre 1878 au théâtre de la Porte-Saint-Martin.

## Argument
C'est en 1876 que commence le travail avec D'Ennery sur l'adaptation théâtrale des Enfants du capitaine Grant. D'Ennery dresse alors un scénario de 14 tableaux. La pièce en connaîtra finalement 13.
L'argument de la pièce diverge largement de celui du roman. En premier lieu, le capitaine Grant n'embarque pas sur le Britannia pour fonder une colonie écossaise, mais pour découvrir le Pôle Sud ; en cela, il a été préféré à Ayrton, qui se retrouve second du bâtiment. Grant n'a plus deux, mais trois enfants, et son aîné, James, s'est embarqué lui aussi à bord. Ayrton, furieux, organise une révolte et abandonne Grant, son fils et un autre matelot sur l'îlot Balker (et non plus sur l'île Tabor), en s'enfuyant sur la seule embarcation utilisable. À bord du Duncan, Lord Glenarvan (qui n'est pas marié) récupère dans le ventre d'un requin le message jeté par les naufragés. Avec Mary et Robert Grant, bientôt rejoints par Paganel, tout ce petit groupe débarque sur le littoral de l'Atlantique et traverse l'Amérique du Sud jusqu'au littoral du Pacifique. Durant ce parcours, ils rencontrent Thalcave,  qui sauve Robert des griffes d'un condor et accompagne la petite troupe jusqu'au bout du voyage. À Valparaiso, ils font la connaissance d'Ayrton qui leur indique que le Britannia s'est échoué sur la côte sud de l'Australie et que Grant est prisonnier d'une bande d'indigènes. Glenarvan et ses amis s'y rendent, mais sont attaqués par une bande de convicts. Thalcave démasque Ayrton, qui n'est autre que Ben Joyce ; ce dernier se retrouve incarcéré à bord du Duncan et sera finalement livré aux autorités britanniques. Mais le navire est en panne, faute de combustible. Une baleine providentielle passe par là et est harponnée par Paganel lui-même. Du coup, son huile va permettre de chauffer la chaudière et, autre miracle, sur le flanc de l'animal est fiché un second harpon portant comme inscription les noms de l'îlot Balker et du capitaine Grant. Glenarvan n'a plus qu'à se rendre sur les lieux pour récupérer les naufragés. 
Tout au long de la pièce, d'autres personnages embarqués sur le Duncan apportent la note vaudevillesque : Miss Arabelle (la tante de Glenarvan), que Paganel n'épousera pas, et un couple, Bob et Elmina, qui, à la suite de quiproquos, se retrouvent lui déguisé en femme de chambre d'Arabelle, elle déguisée en mousse. 
Par rapport au roman, une action décousue et truffée de situations parfois laborieuses à partir des rôles travestis.

## Les personnages
- Jacques Paganel
- Burck.
- Harry Grant.
- Lord Glenarvan.
- Ayrton.
- Bob.
- Thalcave.
- Mulray.
- Wilson.
- Forster.
- Dick.
- Le guide.
- Un officier.
- Un hôtelier.
- 1er matelot.
- 2e matelot.
- Un domestique.
- Un serviteur.
- Miss Arabelle.
- James Grant.
- Mary Grant.
- Robert Grant.
- Elmina.
- Matelots, officiers de marine, convicts, etc.

## Désignation des tableaux
1. Le naufrage.
2. Le château de Malcolm.
3. Le yacht Le Duncan.
4. Le col d'Antuco.
5. Le tremblement de terre.
6. La posada.
7. Les Fêtes d'or à Valparaiso.
8. Une forêt australienne.
9. L'embouchure du Murray.
10. La pêche à la baleine.
11. L'îlot Balker.
12. La mer libre.
13. Le soleil de minuit.

## Représentations
La pièce ne connut que 112 représentations, loin des 415 représentations du Tour du monde en quatre-vingts jours, et ne fut jamais reprise. Comme pour « Le Tour », la musique de scène était signée de Jean-Jacques-Joseph Debillemont.
Deux jours après la première représentation, la pièce est vendue aux États-Unis. 
La pièce rapporte à la première à d'Ennery 7,5 % des recettes et à Verne, 5 %. Lors de la reprise, les deux auteurs reçoivent 5 %. Jules Verne gagne ainsi 25 721,33 F en 1878-1879 et 5 416,45 F en 1892. 

### Distribution
- Charles Constant Gobin : Bob
- Lacressonnière : Lord Glenarvan
- Lucile Lacressonnière : James Grant
- Étienne Laray : Ayrton
- Pierre-Alfred Ravel : Paganel
- Antoinette Révilly : Miss Arabelle[7]

## Critiques
- En 1905, Jules Claretie rapportait cette anecdote :

« D'Ennery riait volontiers de ses échecs, qui furent rares dans ses duels successifs avec le public. Un de ses « fours » - peu nombreux - fut, vers la fin de sa vie, Les Enfants du capitaine Grant, tirés du roman de Jules Verne. Le roman est captivant, la pièce était mal venue. 
- Il n'y a pas à s'y tromper, disait d'Ennery en regardant la salle, le public s'ennuie !
Puis, riant :
- Bah ! Il m'a si souvent ennuyé pendant quarante ans que je puis bien l'assommer à mon tour, un soir ! »